# Murmańsk (stacja kolejowa)
Murmańsk – stacja kolejowa w Murmańsku, w obwodzie murmańskim, w Rosji. Stacja posiada 2 perony.